# Черноглава аратинга
Черноглавата аратинга (Aratinga nenday) е вид птица от семейство Psittacidae.

## Разпространение и местообитание
Разпространен е в Аржентина, Боливия, Бразилия и Парагвай.